# Suécia nos Jogos Olímpicos de Verão de 1952
A Suécia competiu nos Jogos Olímpicos de Verão de 1952, realizados em Helsinque, Finlândia.